# Велико-Тырново
Вели́ко-Ты́рново (Великое Тырново, болг. Велико Търново) — административный центр Великотырновской области и общины Велико-Тырново в Болгарии, на скалистых склонах долины извилистой реки Янтры, в северных предгорьях Балкан, на важном в стратегическом отношении пункте пересечения дорог (от переправы через Дунай при Свиштове и Русе, на Шипкинский перевал и на Сливен через гор. Елена). Население — 66,5 тыс. жителей (2022). Древняя столица Болгарии (XII—XIV век), город знаменит архитектурными памятниками и привлекает много туристов.

## Этимология
Согласно общепринятой версии, название города происходит от ст.‑слав. тръневъ или ст.‑слав. тръновъ («колючий, шипастый», ср. тёрн, терновый от праслав. *tьrnъ («колючка»)).

## Физико-географическая характеристика

### Географическое положение
Велико-Тырново находится в Северно-Центральном регионе на севере Болгарии.

## Климат
| Показатель                    | Янв. | Фев. | Март | Апр. | Май  | Июнь | Июль | Авг. | Сен. | Окт. | Нояб. | Дек. | Год  |
| ----------------------------- | ---- | ---- | ---- | ---- | ---- | ---- | ---- | ---- | ---- | ---- | ----- | ---- | ---- |
| Средний суточный максимум, °C | 4,8  | 7,1  | 12,7 | 19,5 | 24,3 | 27,9 | 30,8 | 31,0 | 26,8 | 20,1 | 13,0  | 5,8  | 18,7 |
| Средняя температура, °C       | 0,0  | 1,2  | 7,0  | 13,0 | 18,1 | 21,5 | 23,9 | 23,8 | 20,0 | 13,5 | 7,9   | 1,2  | 12,6 |
| Средний суточный минимум, °C  | −4,3 | −3,8 | 1,2  | 6,5  | 10,8 | 14,1 | 16,0 | 15,6 | 12,1 | 6,9  | 2,8   | −2,5 | 6,3  |
| Норма осадков, мм             | 48   | 44   | 43   | 63   | 88   | 86   | 65   | 56   | 41   | 45   | 51    | 50   | 680  |
| Источник: www.strigmeteo.com  |      |      |      |      |      |      |      |      |      |      |       |      |      |

## История

### Древняя столица Болгарии

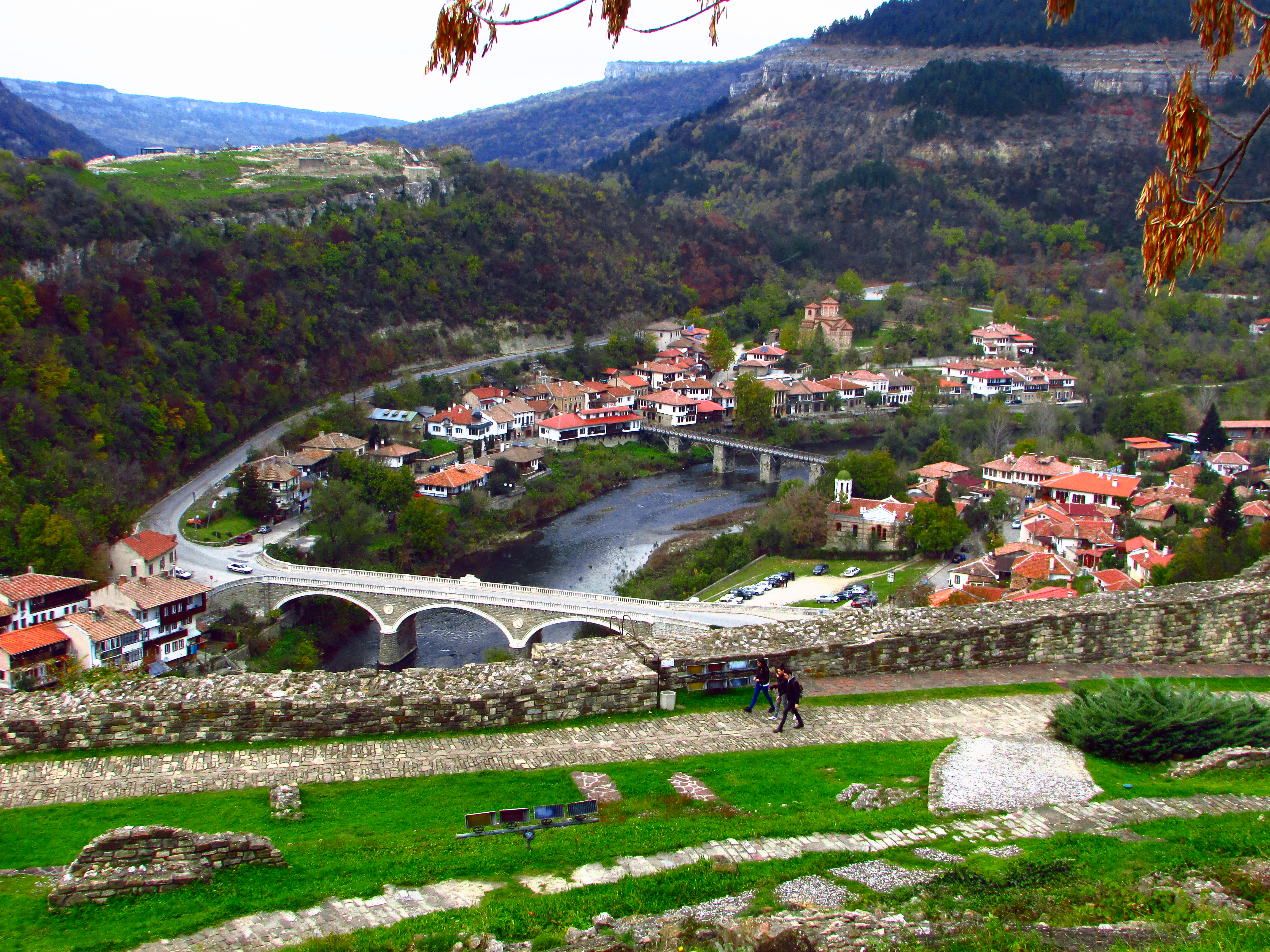
Древний Тырновград

Хотя история поселений в окрестностях Велико-Тырнова восходит ещё к каменному веку, первая ключевая дата в истории самого города — 1185 год. В ходе восстания болгарские феодалы Пётр и Асен свергли византийское иго и создали Второе Болгарское царство.
В 1186-1393 годах здесь была столица Второго болгарского царства, место коронования болгарских царей и резиденция архиепископа, а с 1235 — болгарских патриархов.
При правлении таких царей, как Иван Асен II (1218-1241), Иван Александр (1331-1371) и Иван Шишман (1371-1393), город стал крупным религиозным и экономическим центром на Балканах.
Купцы из Тырнова установили торговые связи со многими европейскими городами, в том числе с Генуей и Венецией. Духовная, литературная и художественная жизнь города достигла небывалого расцвета. Современники в своих восторженных описаниях называют Велико-Тырново «королевой городов» и даже «вторым после Константинополя».
Однако городские стены Тырнова не смогли выдержать удара огромных полчищ османских завоевателей: в 1393 году Тырново взяли турки, город был сожжён, почти все памятники эпохи расцвета культуры были уничтожены. Но и в годы турецкого владычества Тырново оставался крупным экономическим центром, купцы быстро наладили связи с крупнейшими городами Европы и Востока.

### Русско-турецкие войны

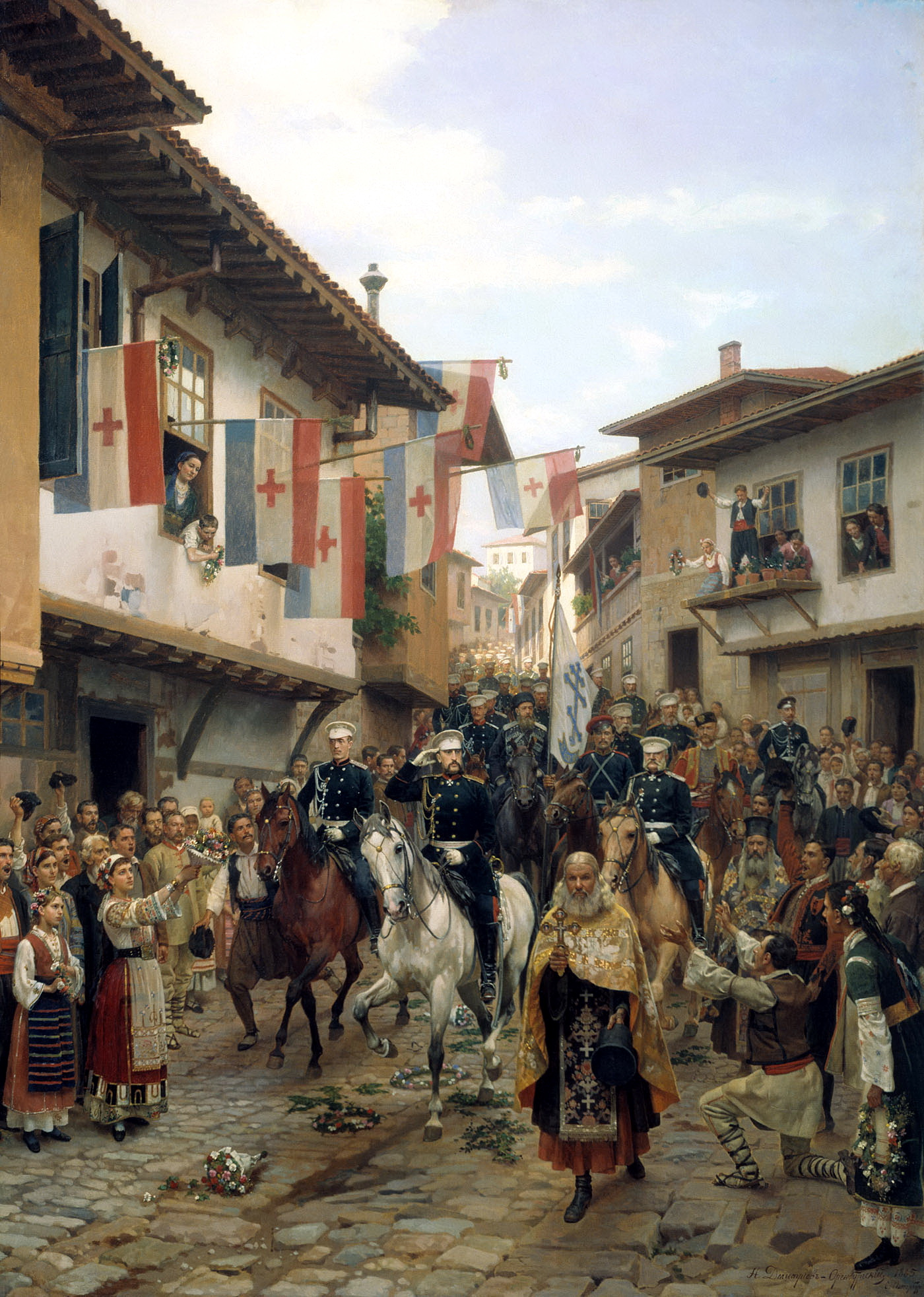
«Въезд Великого Князя Николая Николаевича Старшего в Тырново 30 июня 1877». Картина Н. Д. Дмитриева-Оренбургского

Тырново дважды занимали российские войска в ходе русско-турецких войн: впервые в конце августа 1810 года отрядом генерал-майора Сабанеева, вступившим в город без боя; вторично — 25 июня 1877 года кавалерией с одной конной батареей передового отряда генерала И. В. Гурко, с которой турецкие войска, занимавшие город, обменялись лишь несколькими орудийными выстрелами, а затем отступили в восточном направлении. До начала января 1878 года Тырново составлял базу для операций русских войск в Средней Болгарии и служил им главным складом.

### Независимая Болгария
В 1879 году в Тырнове была принята первая конституция Болгарии — Тырновская.
В 1884 году здесь было создано первое охотничье общество.
На 1893 год в городе было 12 800 жителей. От турецкого населения, составлявшего прежде половину населения города, к концу XIX века в Тырнове оставалось лишь 700 человек. Значительная в турецкую эпоху промышленность Тырнова в конце XIX века пребывала в упадке, только торговля имела по-прежнему некоторое значение. 
В 1985 году в связи с 800-летием восстания Ассена и Петра в Велико-Тырнове прошла художественная выставка «Взгляд сквозь века-85», открыт памятник асеновцам (скульптор К. Дамянов), отреставрированы кварталы старого города, здание старого кметства, церкви св. Димитра Солунского, св. Петра и Павла и церковь св. Георгия.

## Население
| Год    | 1882   | 1893   | 1900   | 1920   | 1934   | 1946   | 1956   | 1965   | 1975   | 1984   | 1991   | 2001   | 2012   |
| ------ | ------ | ------ | ------ | ------ | ------ | ------ | ------ | ------ | ------ | ------ | ------ | ------ | ------ |
| жители | 10,434 | 11,314 | 11,897 | 12,469 | 13,963 | 16,223 | 24,648 | 37,337 | 56,664 | 69,173 | 67,644 | 62,897 | 69,783 |

## Достопримечательности

### Над Старым городом
Средневековый Велико-Тырново был расположен на трёх холмах — Царевец, Трапезица и Света Гора. После образования Второго Болгарского царства на Царевеце возникла крепость. С трёх сторон её омывают воды реки Янтры. В эпоху Второго Болгарского царства здесь находилась резиденция царей и высших иерархов церкви. На холме Трапезица селились бояре и духовенство рангом ниже.
На вершине Царевеца возвышается трёхнефный Патриарший собор Вознесения, восстановленный на старом фундаменте. Стены украшены фресками, изображающими сцены болгарской истории и эпохи национального Возрождения, работы современного болгарского художника Теофана Сокерова.

### Квартал ремесленников
Под крепостным холмом находится живописный средневековый квартал ремесленников Асенова махала.
В квартале расположена Церковь Сорока Великомучеников — усыпальница нескольких болгарских царей, место провозглашения независимости Болгарии в 1908 году.
Церковь была сооружена в 1230 году. Там на протяжении многих лет ведутся раскопки и реставрационные работы. От той эпохи до нас дошли не только отдельные фрагменты фресок, но и древние колонны. Надписи на них, сделанные на староболгарском и греческом языках, — древнейшие сохранившиеся тексты раннего Средневековья. Правда, колонны теперь можно увидеть в Национальном историческом музее в Софии.
Находящаяся неподалёку отсюда маленькая церковь Свети Петр и Павел, сумевшая выстоять в периоды гонений и разрушений, сильно пострадала во время землетрясения 1913 г. Хорошо сохранившиеся фрески XIV—XVII вв. — замечательный образец живописной школы Тырнова, для которой характерна индивидуализация персонажей. Над входом изображены оба небесных покровителя церкви — св. Пётр и Павел, а также Св. Иоанн Рильский и жития святых.
В старом квартале Асенова махала находится множество церквей. Среди них выделяется храм Свети Димитр (1185). В его стенах прозвучал призыв к восстанию против византийского владычества, которое привело к созданию Второго Болгарского царства. Особенно впечатляюще выглядит украшенный изящными аркадами фасад отреставрированного в начале 1980-х гг. храма.
В церкви Светого Георгия есть фрески, выполненные в основном в XVII веке.

### Старый город

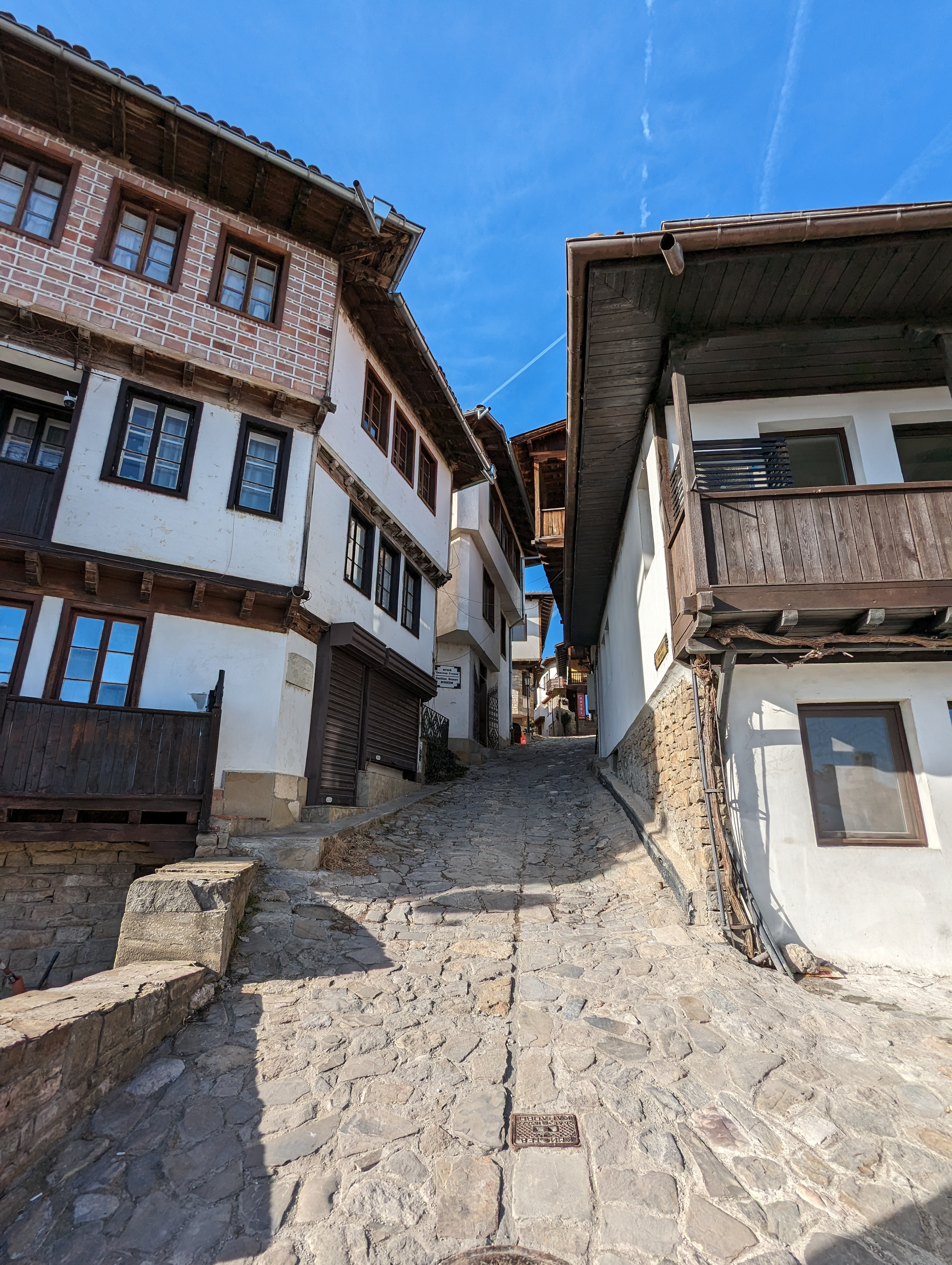
Улица Николы Златарского

Старый город, возникший в эпоху болгарского Возрождения к югу и западу от холма Трапезица, — живописное ядро современного Велико-Тырнова. Архитектурное своеобразие города заключается в том, что многие старинные здания как бы нависают над Янтрой, создавая живописную панораму, привлекающую художников и фотографов.
В Старом городе туристов ждёт знакомство с сооружениями, построенными самым известным болгарским зодчим XIX века, Колю Фичето (Николай Фичев). Одна из его работ — старый турецкий конак — здание, где размещалась полиция того времени (1872), а в наши дни находится несколько отделов регионального исторического музея.
В этом здании была разработана первая конституция свободной Болгарии. Сегодня здесь размещается музей Национального Возрождения. К югу от конака расположена бывшая турецкая тюрьма.
Пройдя мимо Исторического музея, экспонаты которого повествуют об эпохе Второго Болгарского царства, мы окажемся перед церковью Свети Константин и Елена, одной из культовых построек Фичето. Немалый интерес в Старом городе представляют и две другие церкви — Свети Спас и Святых апостолов Кирилла и Мефодия.
На улице Раковски работают старые ремесленные мастерские, привлекающие туристов. Там же находится и постоялый двор Хаджи Никола — одна из построек Фичето (1858) в стиле константинопольских караван-сараев. Это здание стоит на склоне и его отдельные флигели имеют от одного до трёх этажей. Недалеко от него находится маленький домик с выразительным фасадом. Из-за фигурки под эркером горожане прозвали его Домом с обезьянкой.
Улица Гурко производит на гостей большое впечатление: изумительно отреставрированные постройки XIX века, отель, рестораны, лавочки на первых этажах позволяют представить себе, как выглядел город в старину. Среди всех построек выделяется дом Сарафина (№ 88), где открыт музей интерьера и народных промыслов XIX века.

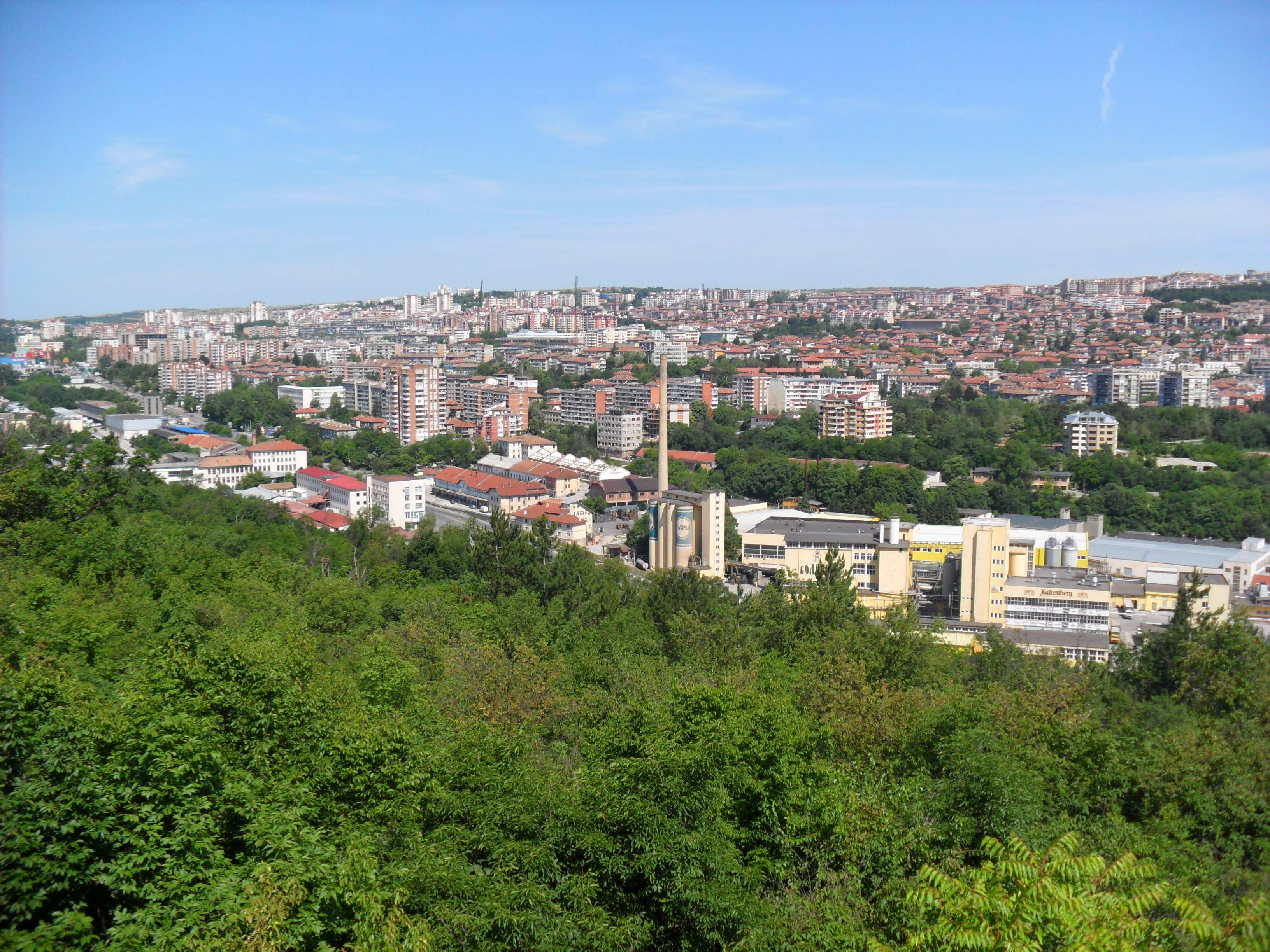
Велико-Тырново новая часть

В Старом городе можно полюбоваться и монументальным памятником царю Асену, установленным в 1985 г. у излучины реки, и зданием Художественного музея Велико-Тырнова. В одном из его отделов собраны картины, посвящённые истории Велико-Тырнова, в другом представлены работы болгарских живописцев XX в.

## Транспорт

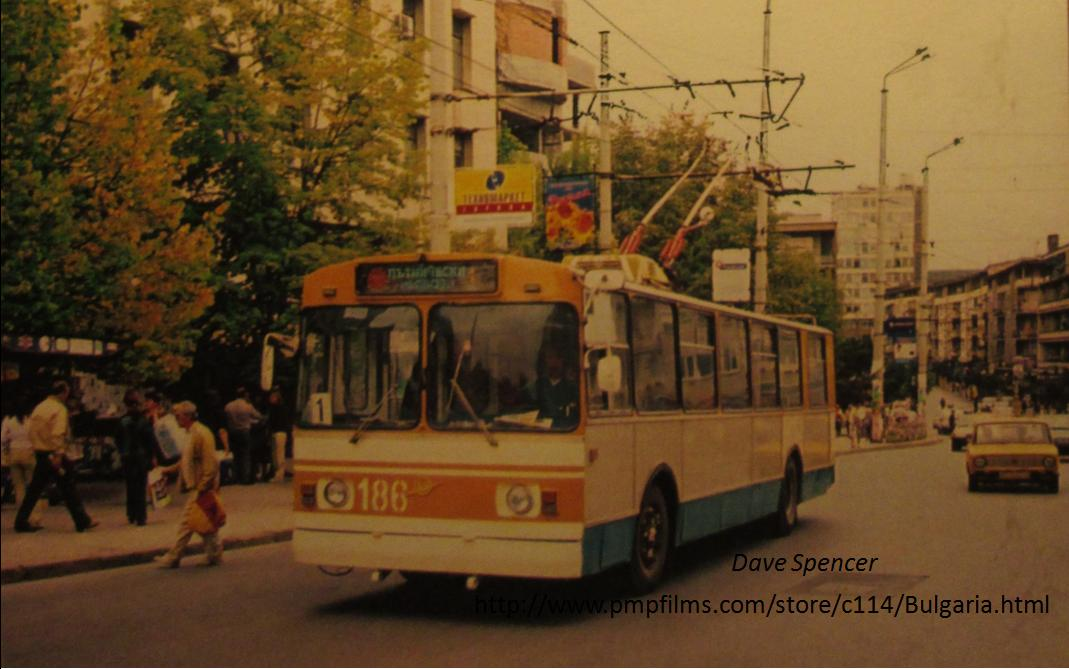
Троллейбус ЗиУ 186

Троллейбусное движение в Велико-Тырново было открыто в сентябре 1988 года, окончательно закрыто в апреле 2009 года. Движение осуществлялось по двум маршрутам общей протяжённостью 29 километров.
Подвижной состав был представлен троллейбусами ЗиУ-9 (Россия) — 15 машин.

## Образование

### Высшее образование
- Великотырновский университет
- Национальный военный университет имени Васила Левского

### Школьное образование
В Велико-Тырнове существуют девять средних школ: Старопрестольная школа экономики, гуманитарная школа «Кирилл и Мефодий», языковая школа «Проф. Златарова», математическая школа «Васил Друмев», Профессиональная школа туризма «Доктор Василь Берон», профессиональное училище строительства и архитектуры «Ангел Попов», школа электроники «Александр Степанович Попов», профессионально-технические школы дизайна и моды.
В городе расположена Областная библиотека «П. Славейков» (основана в 1899 году).

## Политическая ситуация
Кмет (мэр) общины Велико-Тырново — Румен Рашев (независимый) по результатам выборов. В апреле 2012 годам был осуждён на 2 года за превышение полномочий условно. Новый мэр — Даниел Панов.

## Города-побратимы

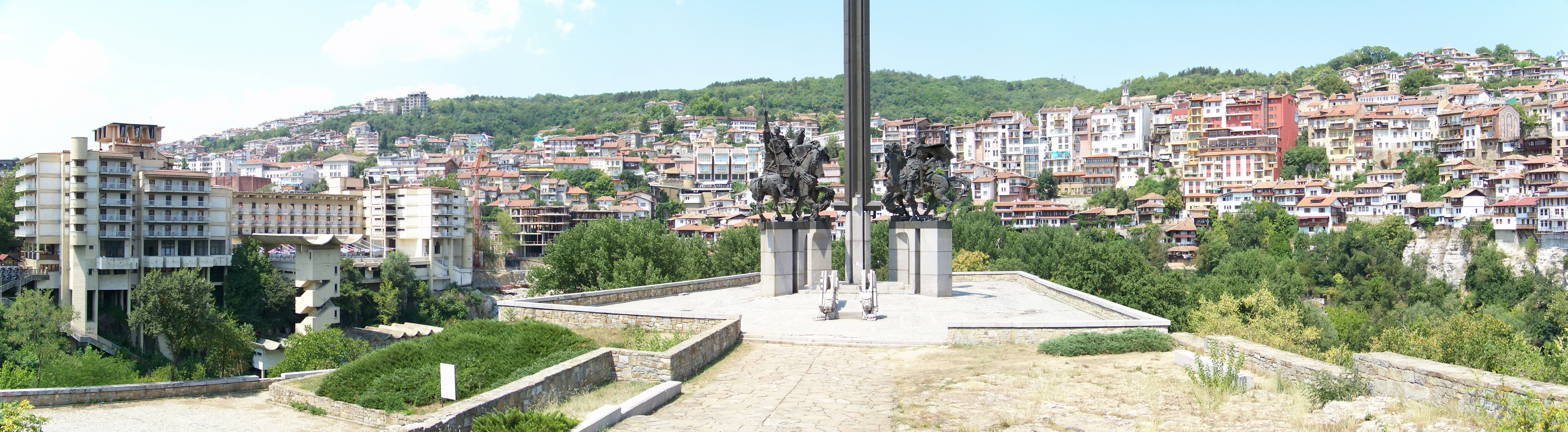
Велико-Тырново

- Полтава, Украина (с 1963 г.)
- Ниш, Сербия (с 1973 г.)
- Краков, Польша (с 1975 г.)
- Толедо, Испания (с 1983 г.)
- Серре, Греция (с 1988 г.)
- Асти, Италия (с 1989 г.)
- Колония Товар, Венесуэла (с 1992 г.)
- Тверь, Россия (с 1997 г.)
- Охрид, Македония (с 1998 г.)
- Голден, Колорадо, США (с 2000 г.)
- Шопрон, Венгрия (с 2002 г.)
- Байонна, Франция (с 2005 г.)
- Битола, Македония (с 2006 г.)
- Яссы, Румыния (с 2006 г.)
- Таршин, Мальта (с 2007 г.)
- Цетине, Черногория (с 2007 г.)
- Задар, Хорватия (с 2008 г.)
- Эль-Карак, Иордания (с 2008 г.)
- Шуша, Азербайджан[8]

## Галерея

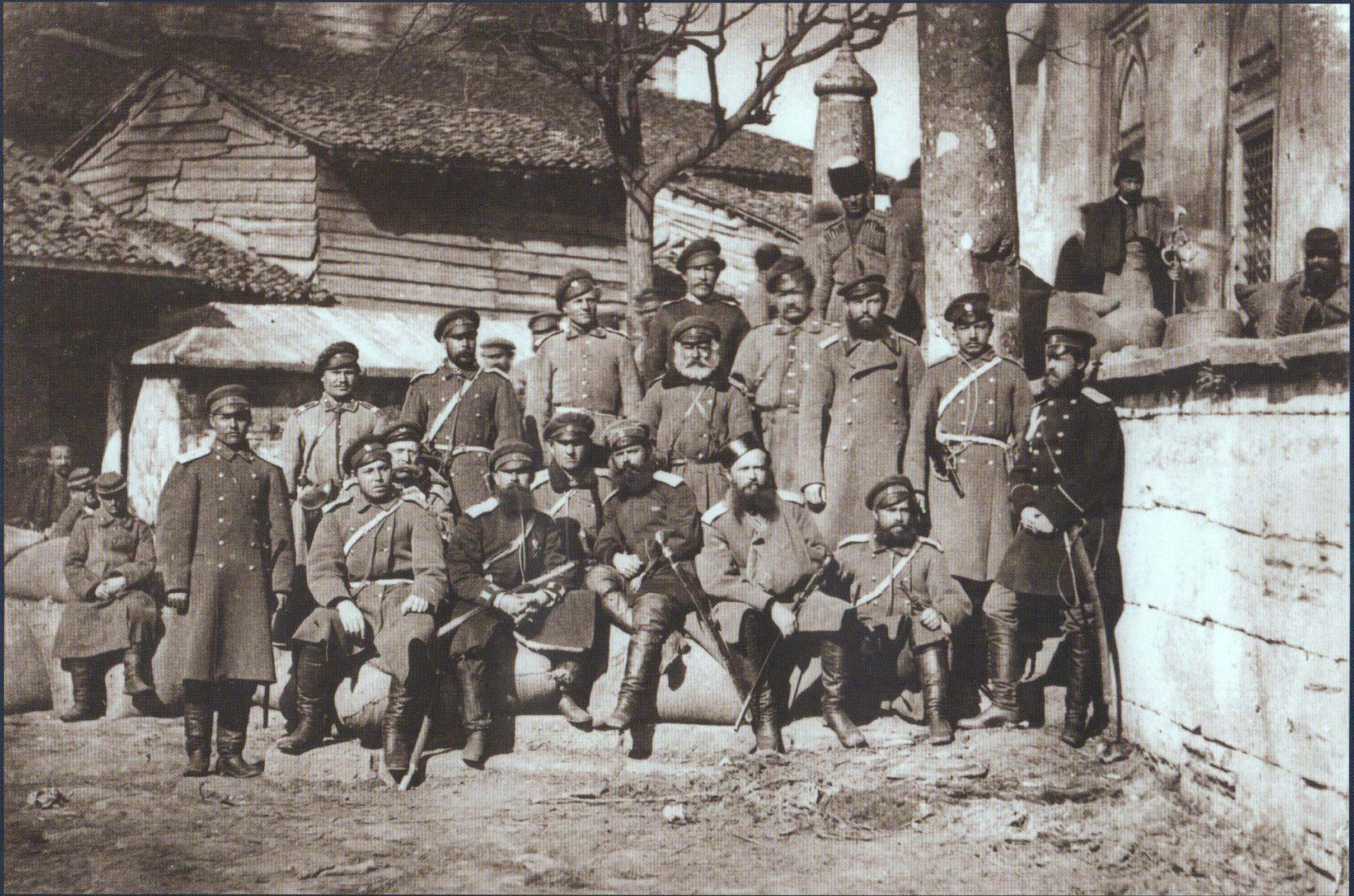
Казачий полк в Велико-Тырново, 1877 год.
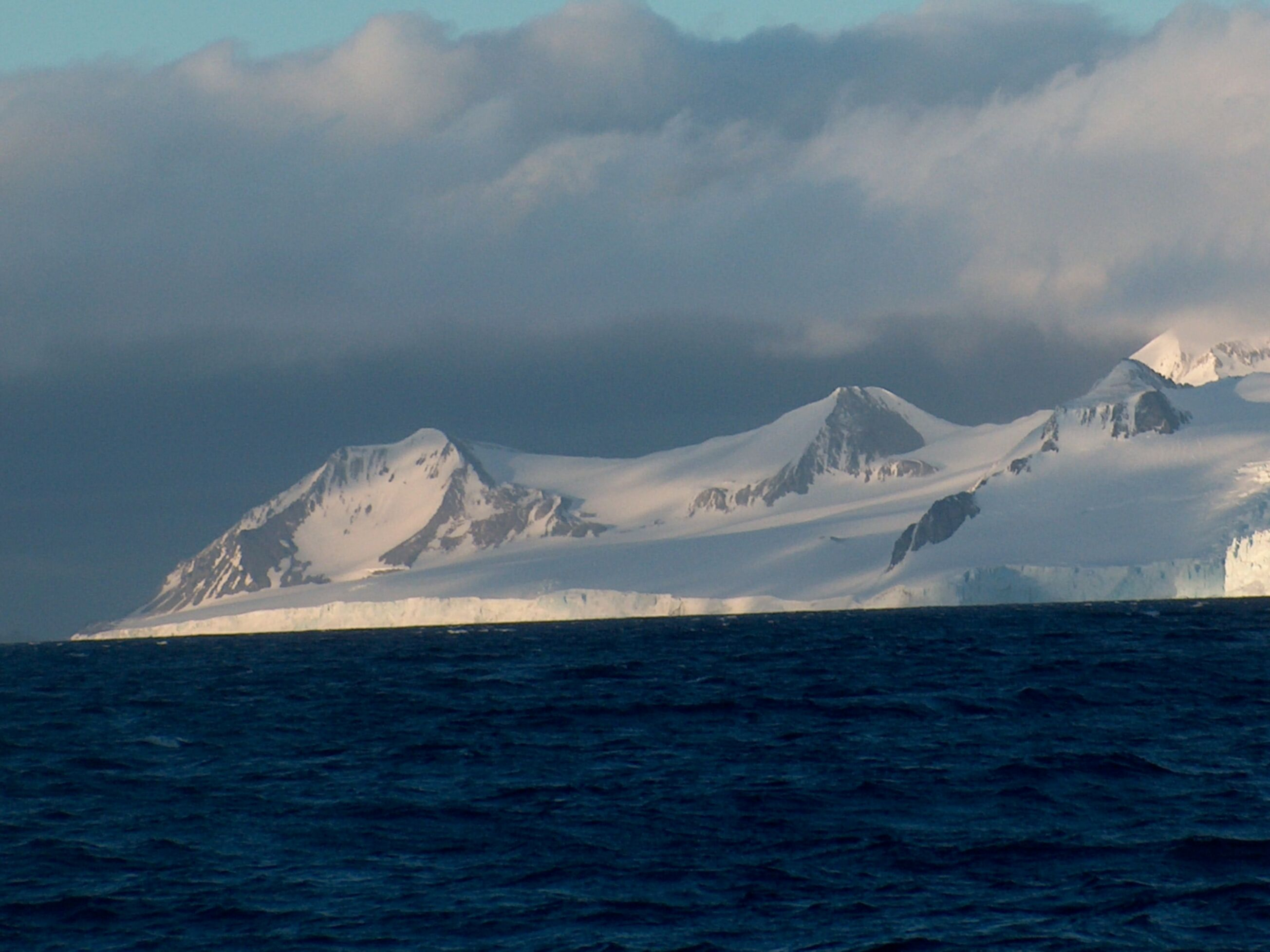
Пик Тырново. Остров Ливингстон.
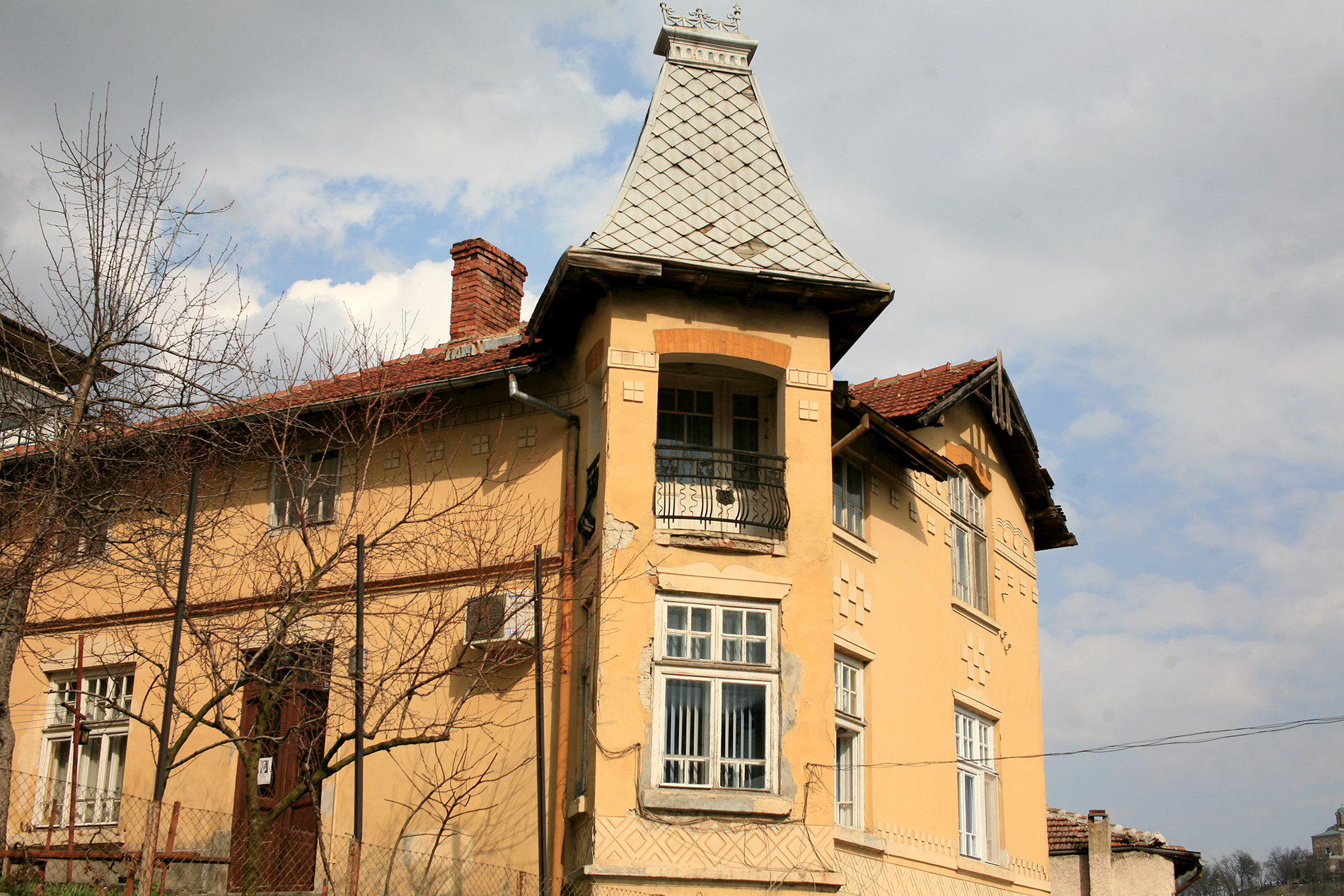
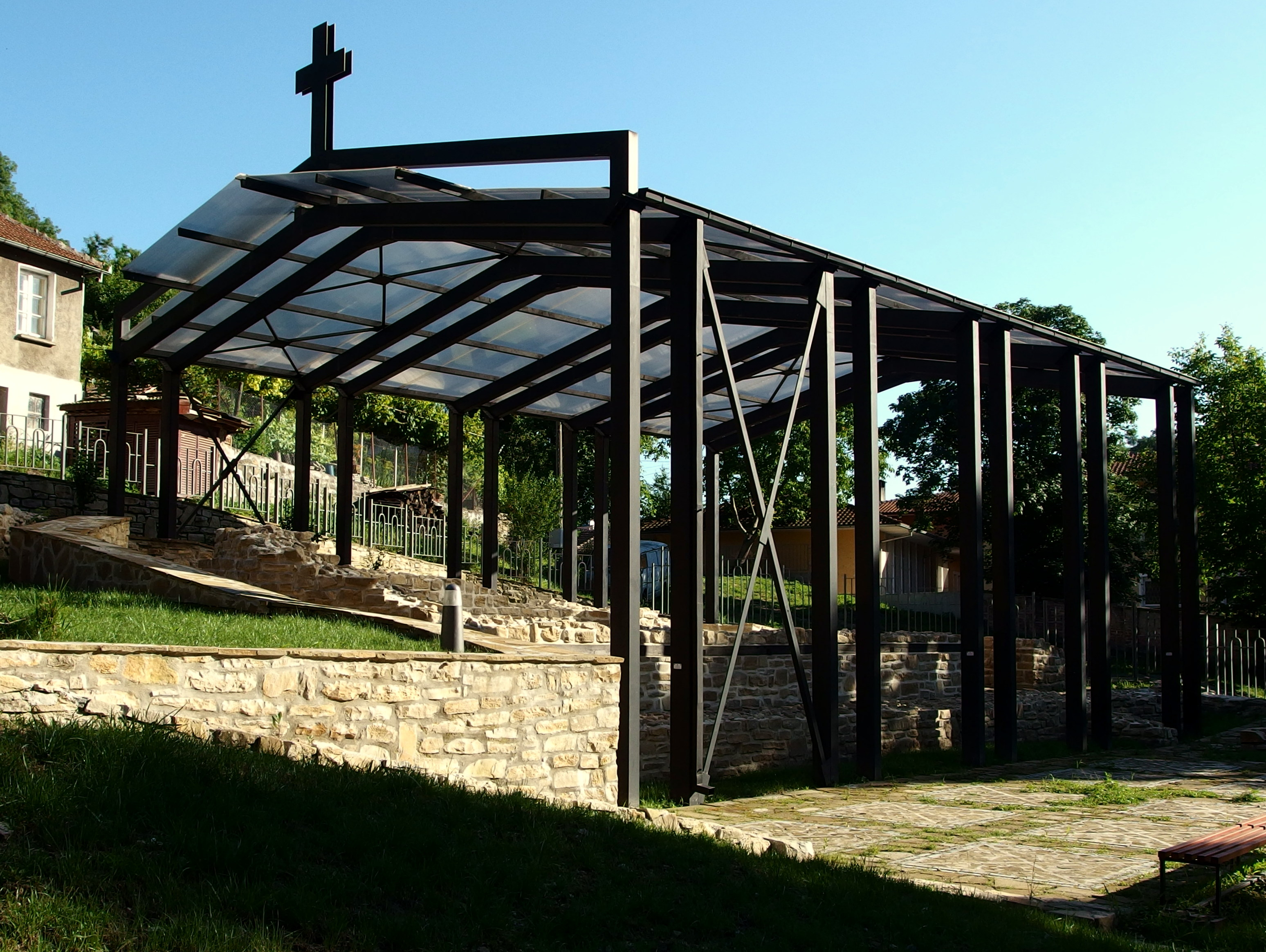
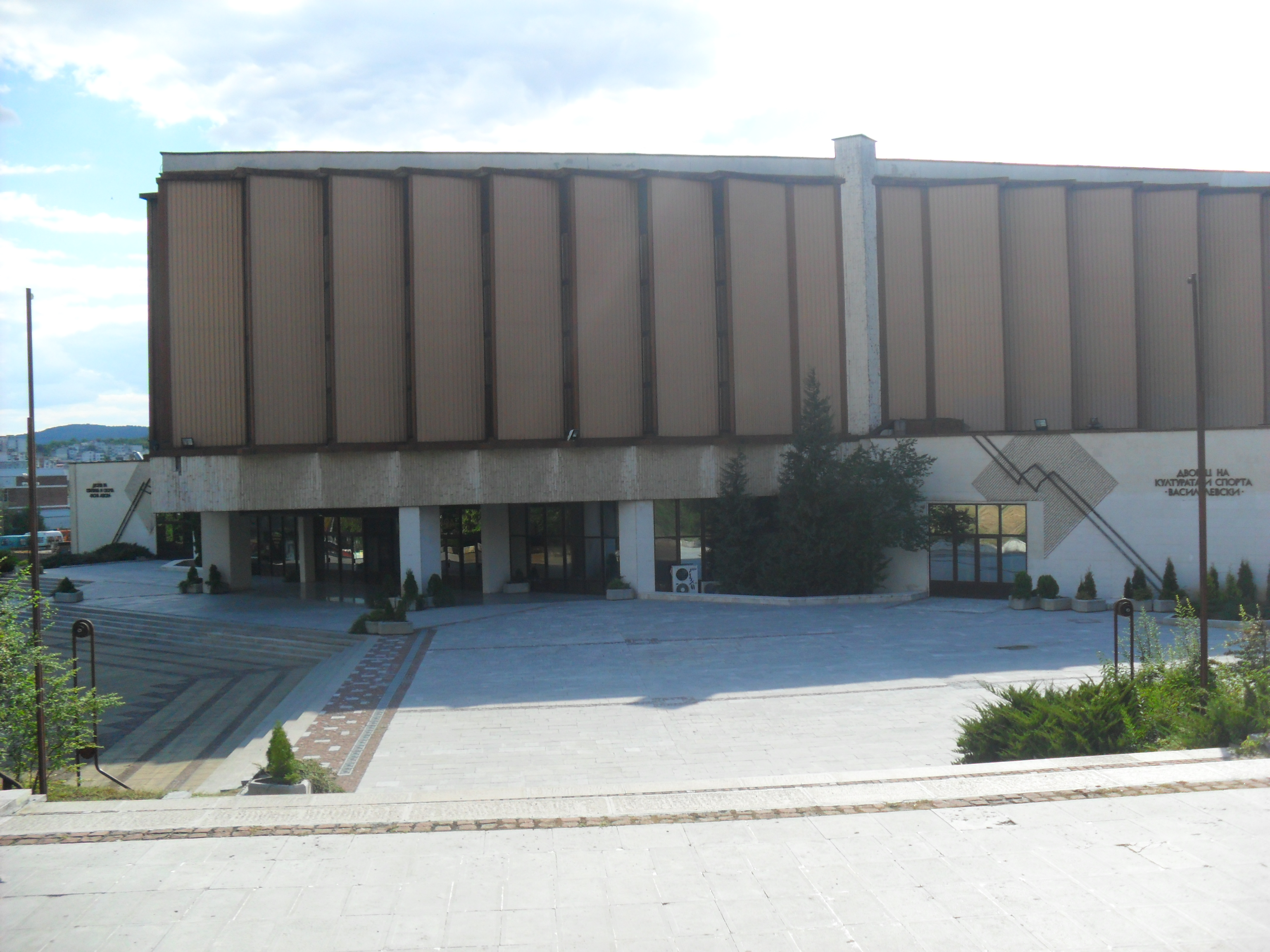
Дворец культуры и спорта "Васил Левски".
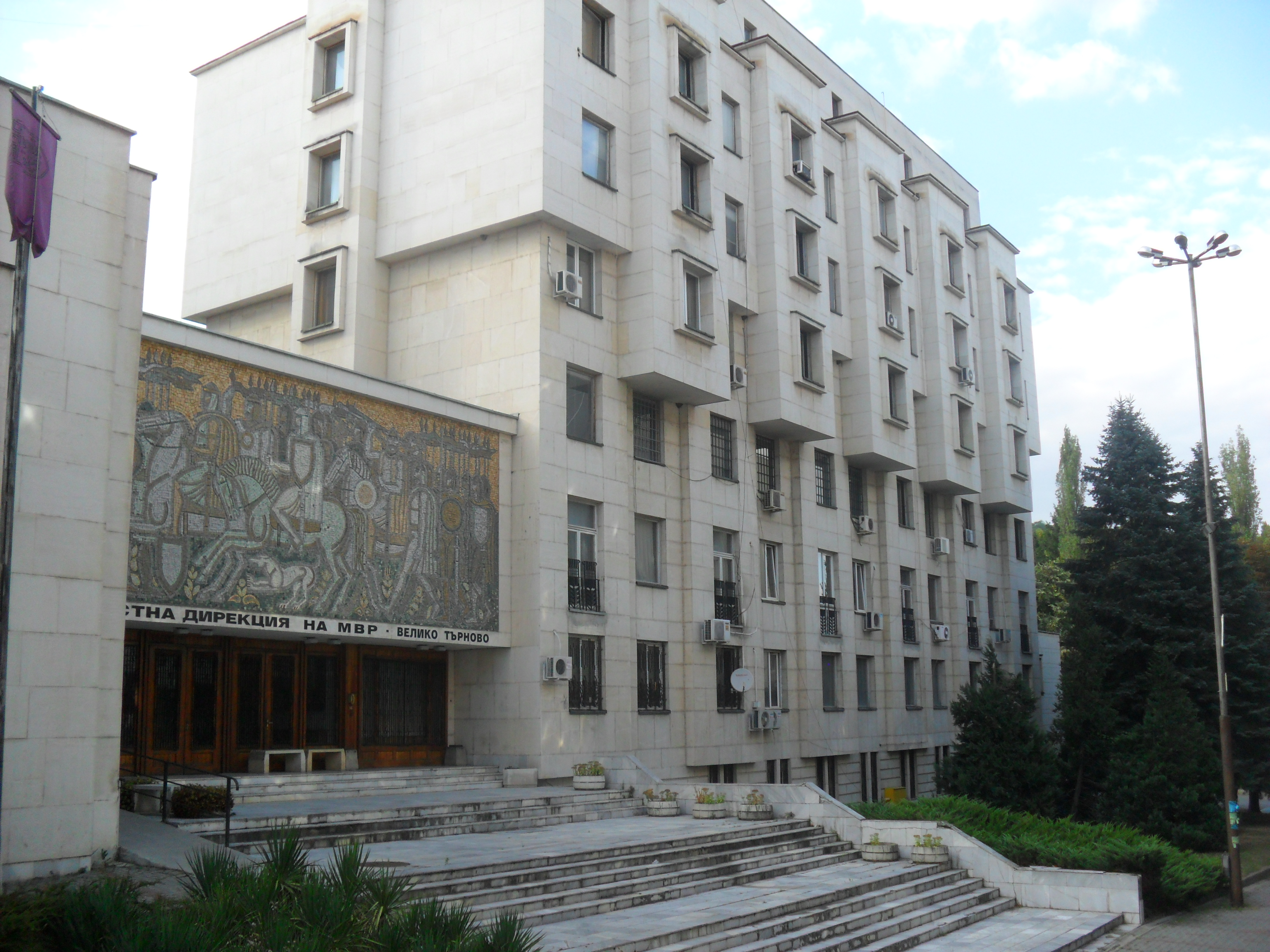
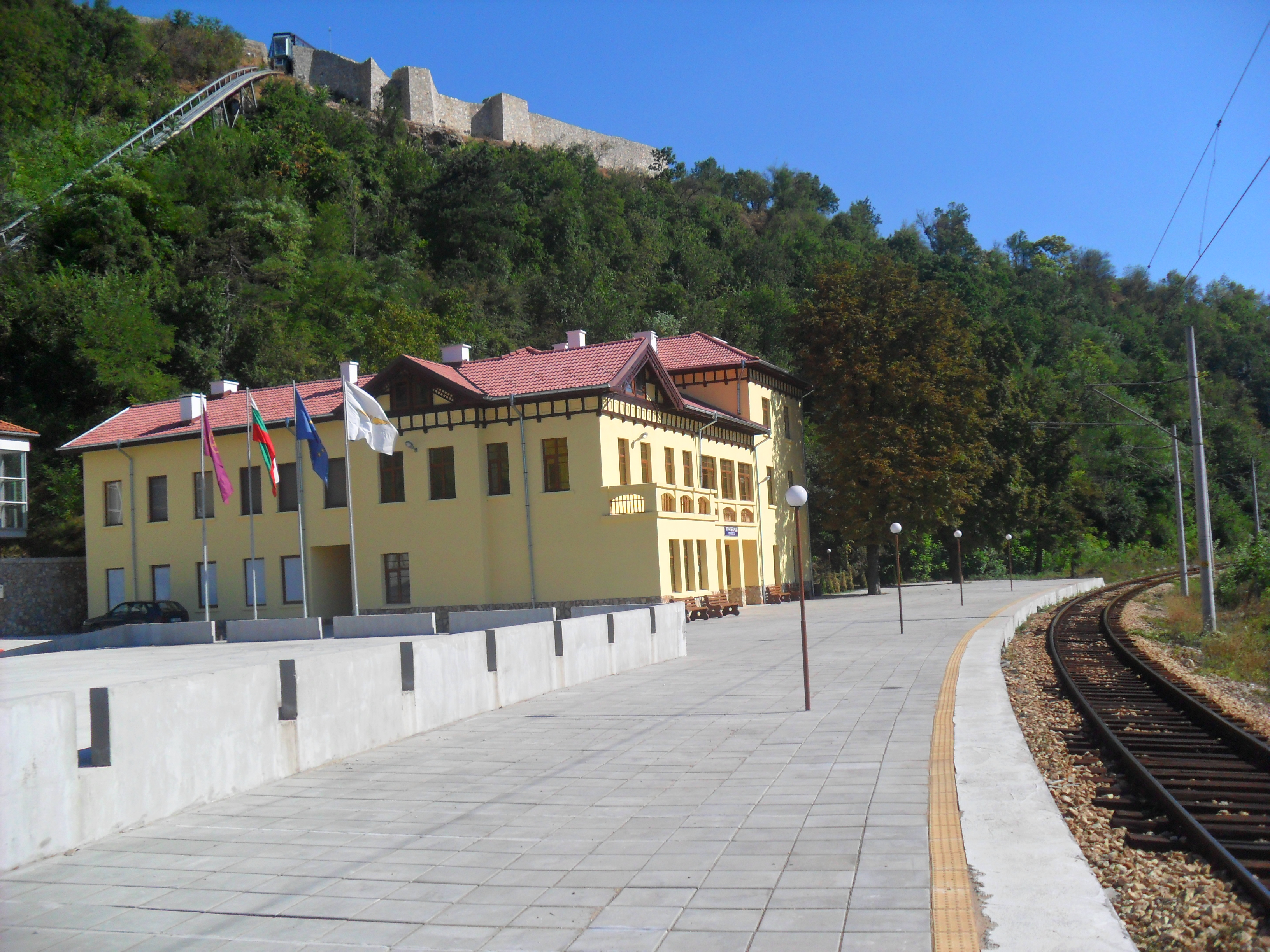
Железнодорожная станция "Трапезица".
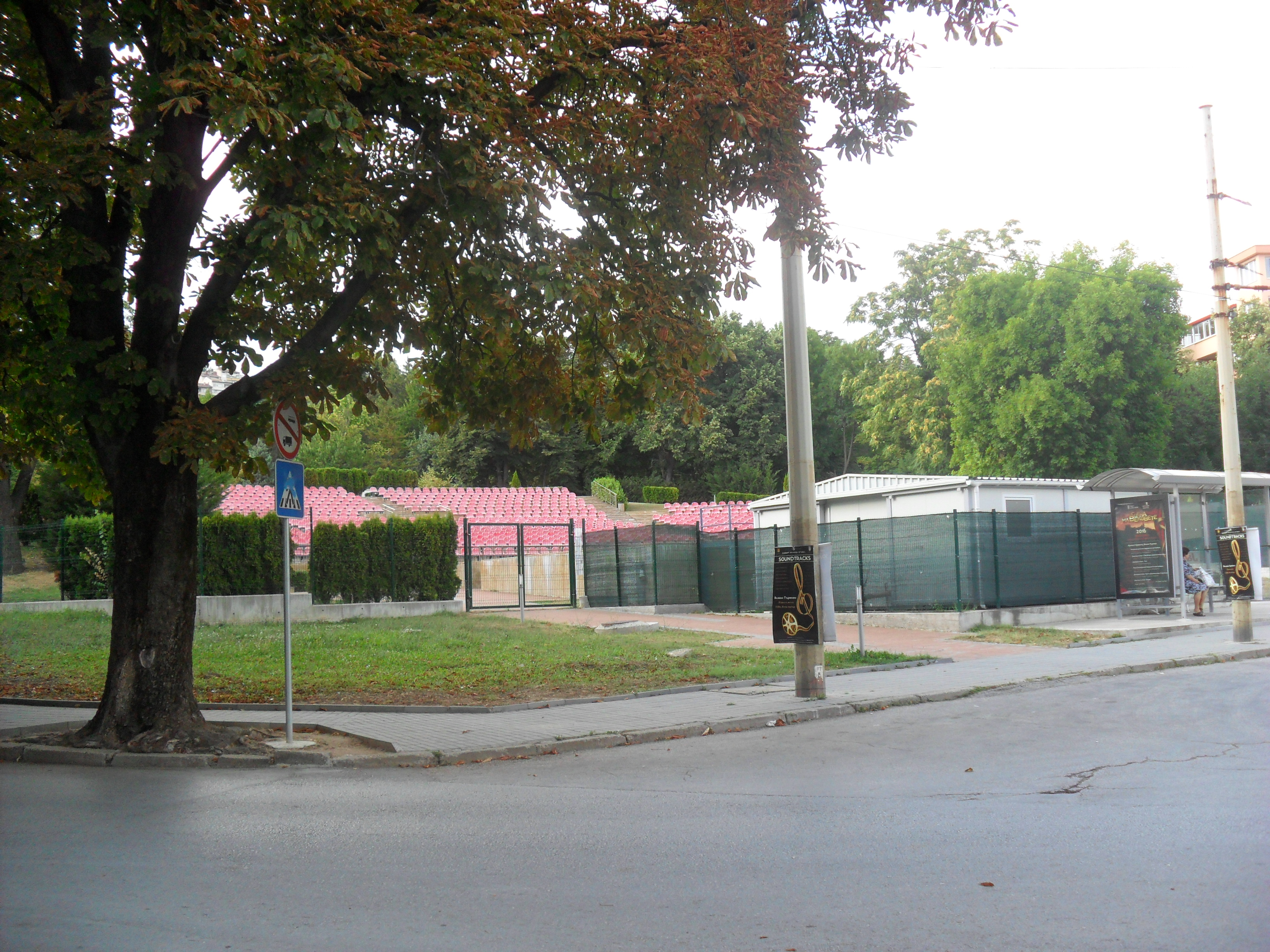
Летний театр

## Культура и искусство

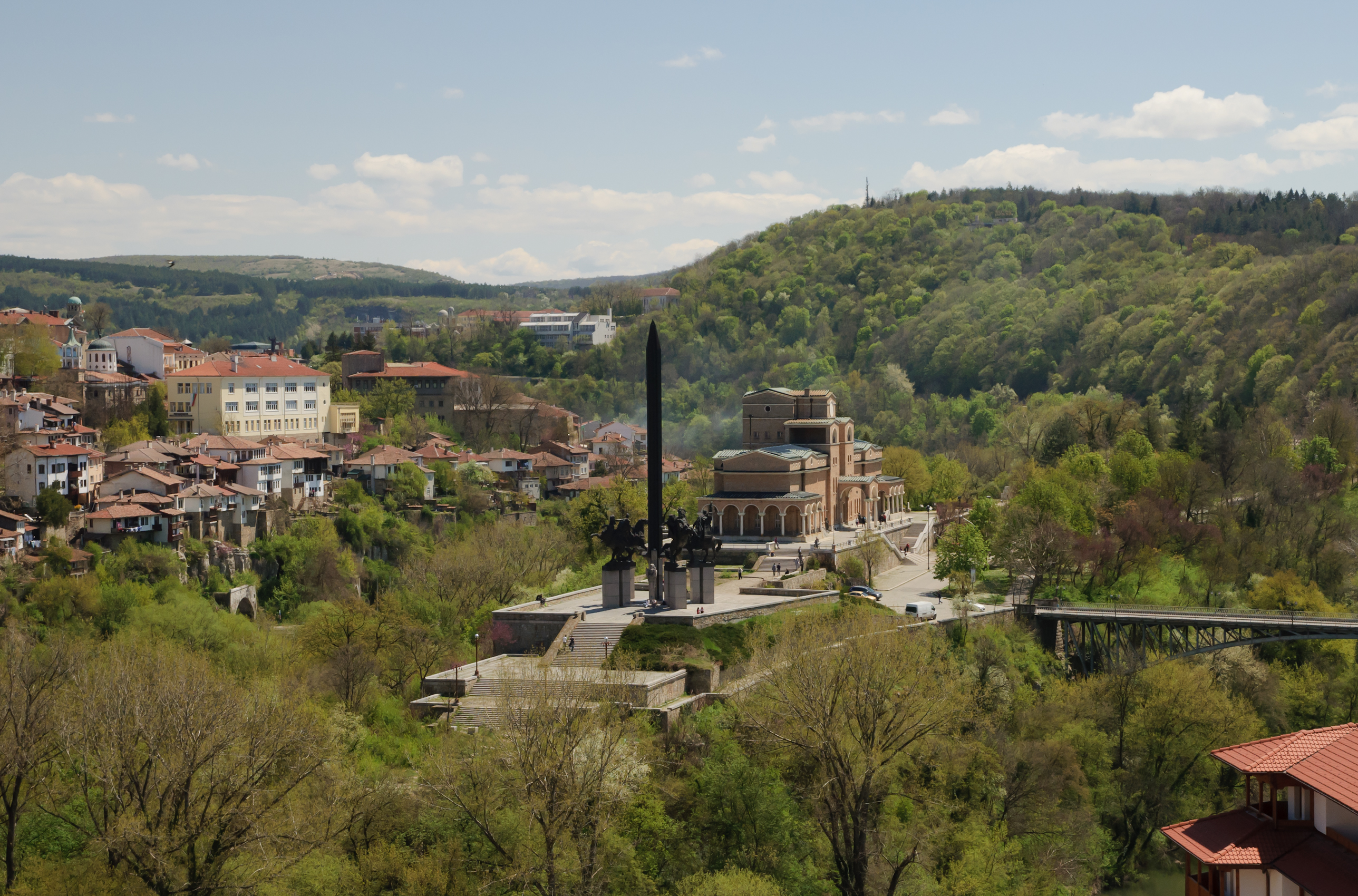
Галерея Бориса Денева

### Театр
- Константина Кисимова Музыкально-драматический театр

### Галереи
- Галерея Бориса Денева